# Basilo
En la mitología griega, Basilo (Βάσιλος) es un rey de Cauno (Caria, Asia Menor), hijo y sucesor de Lirco.
Habiendo preguntado su padre a un oráculo sobre si iba a tener descendencia, éste le contestó que de la primera unión que tuviese con una mujer le nacería un hijo varón. Contento con la respuesta, Lirco volvió en dirección a su hogar, pero se detuvo a pernoctar en la ciudad de Bubasto, en Egipto. El rey de esta ciudad, Estáfilo, le emborrachó e introdujo en su lecho a su hija Hemítea, pues sabía la respuesta del oráculo y deseaba tener un heredero varón. Por otra parte, Hemítea estaba de acuerdo con la estratagema, pues, al igual que su hermana Reo, se había enamorado del huésped, disputándose ambas quién iba a ser la encargada de dar el ansiado heredero a su padre.
Cuando Lirco despertó se lamentó por lo ocurrido, pues amaba a su esposa, pero queriendo cumplir como padre y pensando que quizá esa iba a ser su única oportunidad para tener descendencia, le dio su cinturón a Hemítea para que su hijo pudiera ser reconocido como tal en el futuro, y partió después hacia Cauno.
De esta forma nació Basilo, que cuando se hizo adulto recogió el cinturón de su padre y se presentó en la corte de Cauno. Lirco lo reconoció y, puesto que era ya anciano, nombró a Basilo rey de Cauno.